# When the snow falls
When the snow falls is de eerste single van de Nederlandse band Ten Sharp, uitgebracht in januari 1985. Het nummer is geschreven door de band en geproduceerd door Michiel Hoogenboezem. De single belandde in Vara's Verrukkelijke 15 en in de tipparade van de Nederlandse Top 40. De extended version bevat een atmosferisch intro. Halverwege het nummer zijn er gitaarsolo's en synth arpeggio's over de instrumentale basistracks. Het intro is ook gebruikt op de versie die op het album "Under the water-line" staat.

## Track listings
7" single
1. "When the snow falls" - 4:20
2. "Time and time" - 3:55

12" maxi
1. "When the snow falls" (extended version) - 8:15
2. "Time and time" - 3:55

## Credits
- Geproduceerd door Michiel Hoogenboezem
- Techniek: Ronald Prent
- Hoesontwerp: Theo Stapel

## 1991
In de herfst van 1991 is "When the snow falls" nogmaals op single uitgebracht. Voor deze single is het nummer ingekort van 4:20 naar 4:05.

## Track listings
7" single
1. "When the snow falls" - 4:05
2. "Some sails" - 4:15

Cd-single maxi
1. "When the snow falls" - 4:05
2. "Some sails" - 4:15
3. "All en love is fair" - 3:57
4. "Closing hour" - 3:58

## Credits
- Geproduceerd door Michiel Hoogenboezem en Niels Hermes
- Fotografie door Rob Verhorst